# 런던 브루넬 대학교

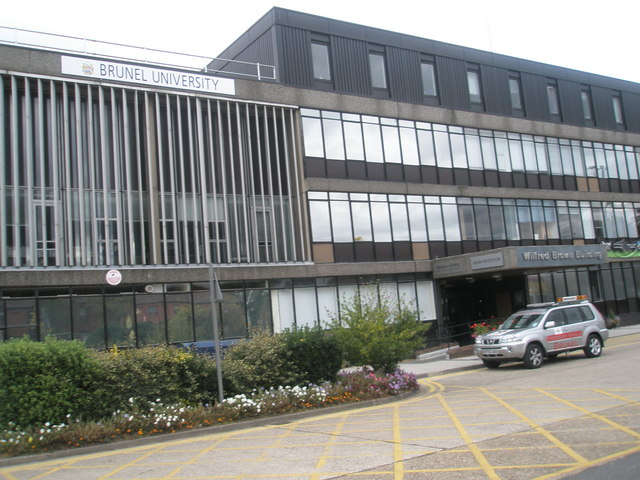

런던 브루넬 대학교(영어: Brunel University London)는 잉글랜드 런던 억스브리지에 소재한 공립 연구형 대학이다. 1966년에 설립되었으며 빅토리아 시대의 엔지니어 이점바드 킹덤 브루넬의 이름을 따서 명명되었다. 1966년 6월, 브루넬 기술 칼리지(Brunel College of Advanced Technology)는 왕실 헌장을 수여받고 브루넬 대학교(Brunel University)가 되었다. 이 대학은 종종 영국의 플레이트 글래스 대학으로 묘사된다.
대학교는 3개의 단과대학으로 구성되어 있으며, 2014년 8월에 채택된 구조로 대학의 이름도 런던 브루넬 대학교(Brunel University London)로 변경되었다. 대학교는 16,150명 이상의 학생과 2,500명의 직원이 있으며 2019-20년에 총 수입은 2억 3,700만 파운드였으며 이 중 30%는 보조금 및 연구 계약에서 나왔다.

## 같이 보기
- 영국의 대학 목록